# Йоґо
Йоґо (яп. 余呉町, йоґо тьо ) — містечко в Японії, у північній частині префектури Сіґа. Засноване 1 квітня 1971 року.
Містечком протікає однойменна річка Йоґо, а у його південній частині розташоване однойменне озеро Йоґо.
У 1583 році на території містечка відбулася битва при Сідзуґатаке.